# Ballay
Ballay is een gemeente in het Franse departement Ardennes (regio Grand Est) en telt 243 inwoners (2005). De plaats maakt deel uit van het arrondissement Vouziers.

## Geografie
De oppervlakte van Ballay bedraagt 10,6 km², de bevolkingsdichtheid is 22,9 inwoners per km².
De onderstaande kaart toont de ligging van Ballay met de belangrijkste infrastructuur en aangrenzende gemeenten.

## Demografie
Onderstaande figuur toont het verloop van het inwonertal (bron: INSEE-tellingen).

Vanwege een beveiligingsprobleem met de MediaWiki Graph-software is het momenteel niet mogelijk deze grafiek weer te geven. Zodra de software is bijgewerkt zal de grafiek vanzelf weer zichtbaar worden.

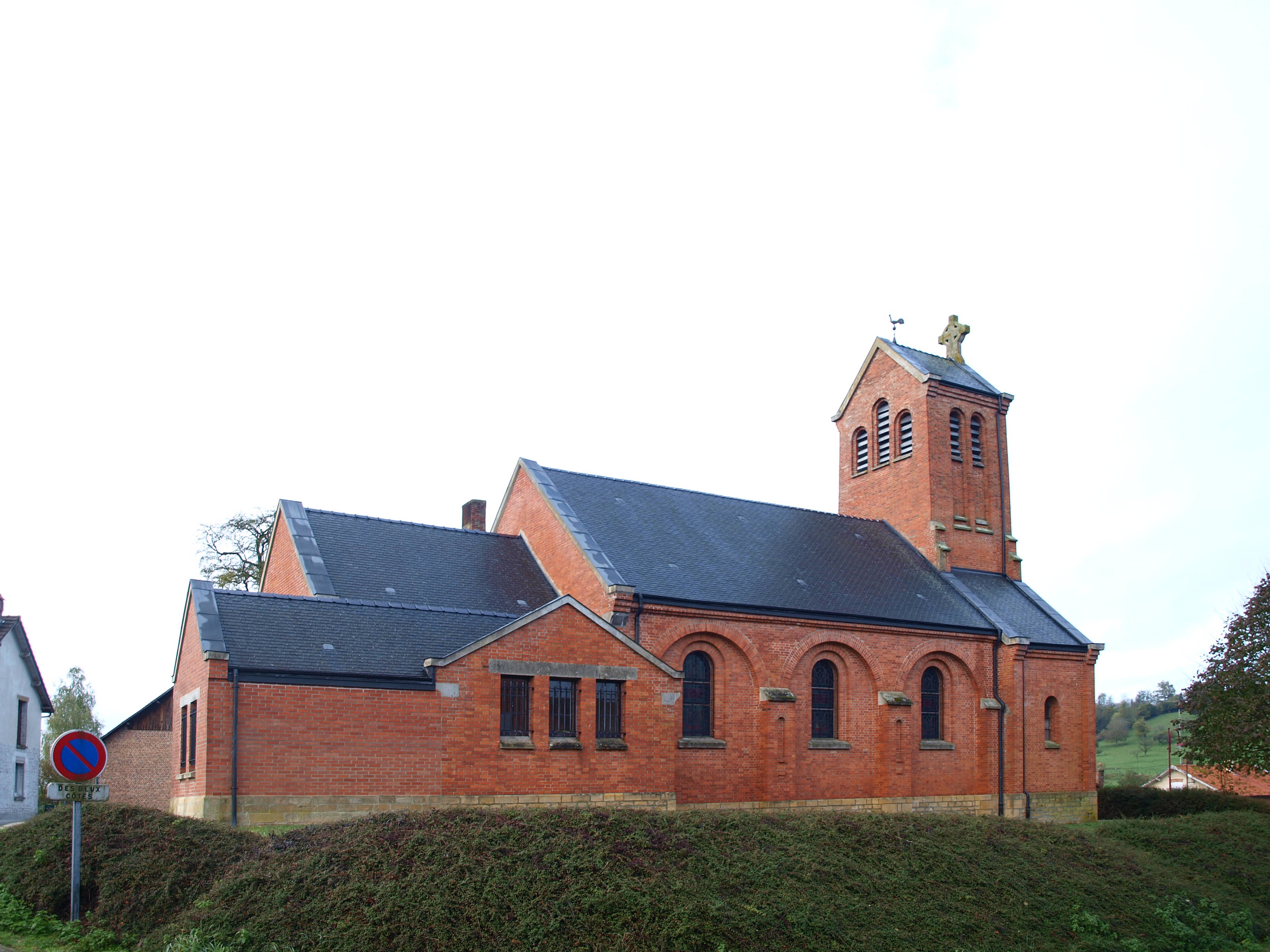
Kerk
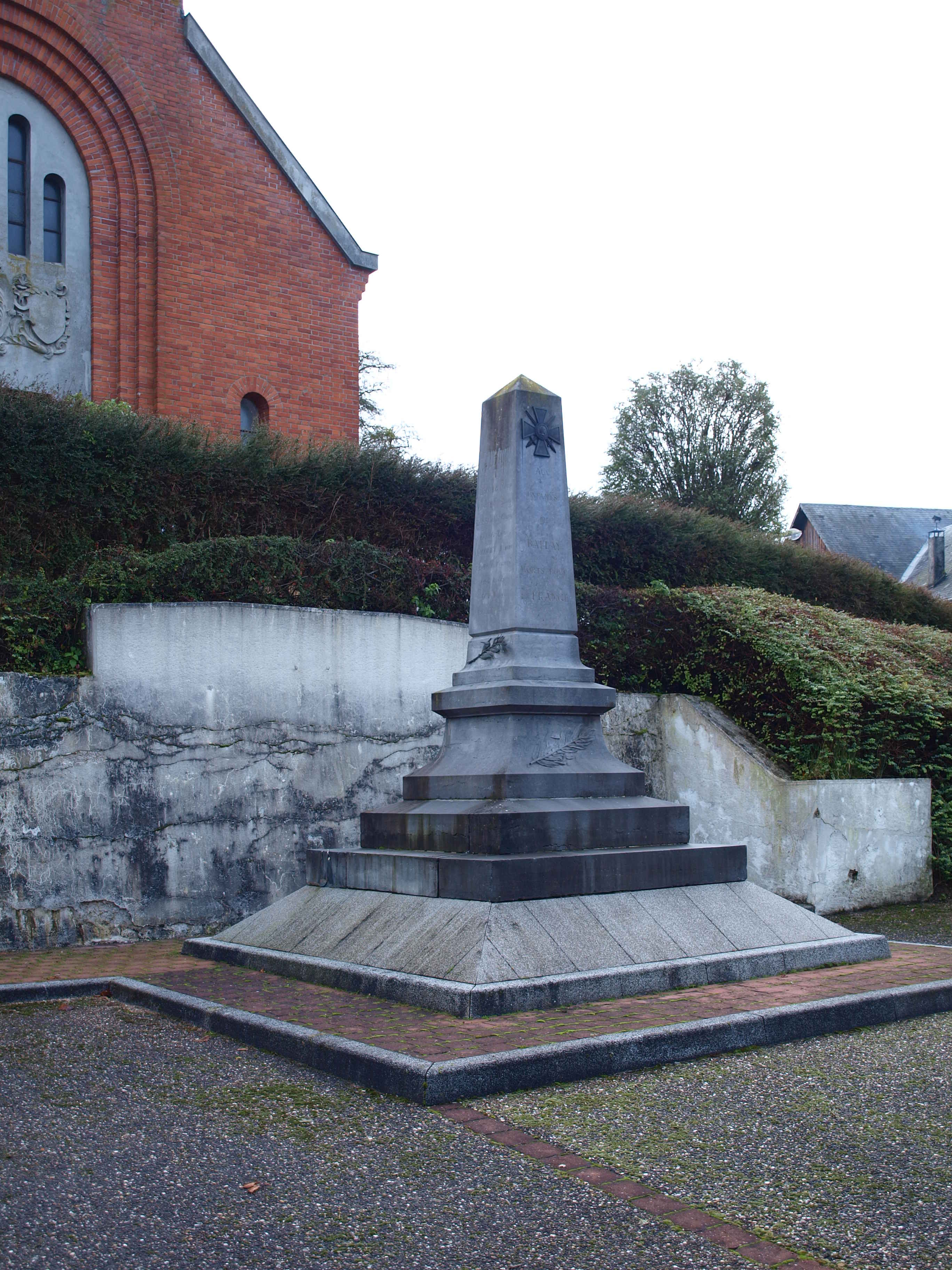
Oorlogsmonument